# 토론토 지구 교육청

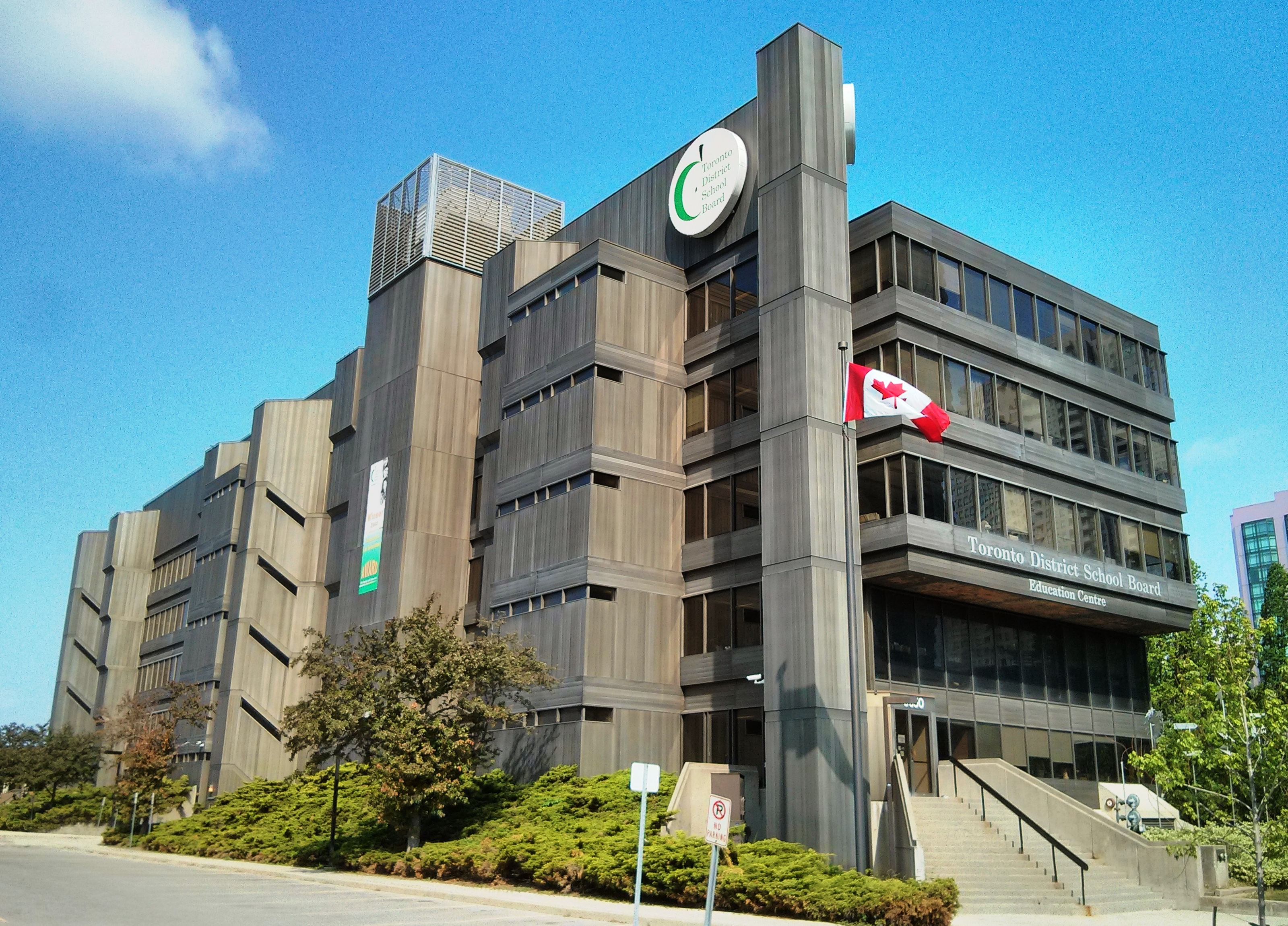
토론토 지구 교육청 교육 센터. 영 스트리트 5050가에 위치해 있으며 토론토 지구 교육청의 본사이기도 하다.

토론토 지구 교육청(Toronto District School Board, 간단히 TDSB)은 캐나다 온타리오주 토론토의 영어 공립학교 교육청이다. 본사는 노스 요크에 위치해 있다.

## 역사
토론토 지구 교육청은 요크, 이스트 요크, 노스 요크, 스카버러, 이토비코크, 토론토, 메트로폴리탄 토론토 공립 학교청들을 병합함에 따라 1998년에 창설되었다.

## 조직
토론토 지구 교육청은 캐나다 최대의 교육청이며 북아메리카에서는 4번째로 크다.
교육청 내 600곳에 가까운 학교에 250,000명 이상의 학생이 있다. 이 학교들 가운데, 451곳이 초등 교육을, 102곳이 2차 교육을 제공하며, 성인을 위한 주간 학교가 5곳 있다.

## 같이 보기
- 토론토 카톨릭 교육청